# 과학인용색인

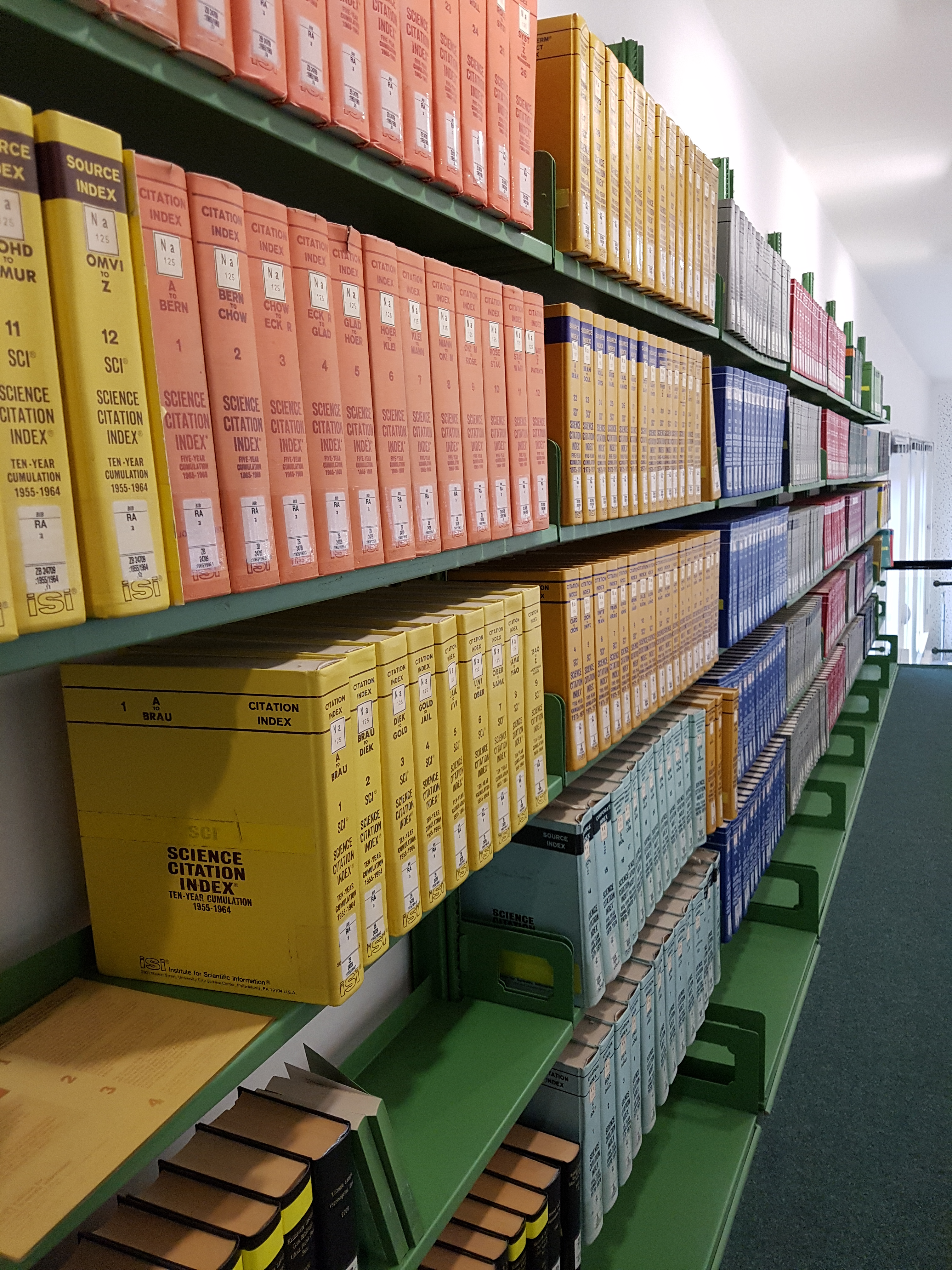

과학인용색인(Science Citation Index, SCI®)은 미국의 ISI에서 1960년에 만든 인용 색인이다. 지금은 Clarivate Analytics가 소유하고 있다.
온라인 버전인 SCI 확장판(SCIE, Science Citation Index Expanded)이 있으며, 2009년 기준 3,768개의 SCI 저널과 8,060개의 SCIE 저널을 싣고 있다. 그러나 주로 영어로 된 저널들이다.
대한민국 교육과학기술부에서 각 대학의 연구능력을 평가할 때 "SCI급 논문횟수"를 집계하는데, 이 때의 SCI급에는 SCI, SCIE(과학기술분야), SSCI(사회과학분야), A&HCI(예술인문분야) 4가지를 말하며 넓은 의미에서 SCOPUS를 포함하기도 한다. 그 외, PubMed, Elsevier, Clarivate Analytics, EBSCO, Google Scholar 도 있다. 유명 기업이 운영하는 평판 좋은 데이터베이스에 색인 등재된 논문은 논문의 효과와 영향력을 높일 수 있다.
2020년 1월 3일, 공식적으로 SCI가 SCIE로 통합되어 SCIE만 제공될 예정이다.

## 기본이념
- 상대적으로 소수의 핵심 저널이 잡다한 다수의 일반 저널보다 과학전반에 미치는 영향이 더 크다.
- 대부분의 중요한 논문들은 몇몇의 한정된 저널에만 실리고 있다.

이를 위해 전 세계의 저널 중에서 신청을 받아 그 중 상위 10%의 우수 저널만 등재하며, 2주일 마다 재평가해 가감한다.

## SCI 학술지 선정방법 및 절차
SCI 학술지 선정은 ISI의 Editorial Board에서 결정하는데, ISI 내부에서 선정된 주제별 전문가와 ISI 외부에서 위촉된 사서, 정보전문가, 구독자, 저자 및 편집자 등으로 구성되어 있다.
SCI 수록 대상 학술지는 다음의 3가지 요인으로 선정된다:
- 전문가의 판단
- 학술지의 기준 준수 여부
- 인용 분석 자료의 수치

SCI 수록 대상 학술지의 평가요소는 다음과 같다:
- 정기적으로 발행되어야 함
- 온전한 학술지명, 논문명, 초록, References의 완벽한 서지정보, 모든 저자의 주소 등 학술지의 국제적인 편집규정을 준수 할 것
- 적어도 영어로 된 논문명, 초록, 주제어, 참고 문헌이 있을 것 (논문자체가 반드시 영어로 되어야 하는 것은 아님)
- 투고 논문의 적합성, 연구방법, 독창성, 참고 문헌 등에 관한 심사과정이 있을 것
- 투고 논문의 심사위원들과 저자들의 연구실적 : 논문편수, 투고학술지, 인용회수 등
- 투고 논문의 심사위원들과 저자들이 지역적 대표성을 가질 것
- 학술지의 주제분야가 많은 연구자들이 연구하는 학문분야 일 것
- 연구의 과학성, 독창성, 중요성, 해당학문분야에 대한 학문적 기여 등에 대한 전문가 비평
- 출판사의 명성

## 논문 피인용 횟수
일반 서적은 책의 판매부수를 집계하여 그 책의 가치를 평가한다. 그러나 논문은 보통 서점 등에서 판매하여 그 판매부수를 집계하는 방식이 아니라, 그 논문이 다른 논문에서 인용되어 주석으로 표기된 횟수, 즉 피인용 횟수가 몇 회인가에 따라 그 논문의 가치를 평가한다. 즉 서적은 베스트셀러 서적이지만, 논문은 베스트피인용 논문이 가장 뛰어나다고 인정받는다.
일반적으로 학자는 매년 200편의 논문을 읽는다. 노벨상 수상자는 보통 그가 평생 출판한 논문의 전체 피인용 횟수가 5,000회를 넘는게 보통이다. 대한민국은 전체 피인용 횟수가 1,000회를 넘는 최고 수준의 과학자들에게 국가 석학(Star Faculty)으로 선정, 집중 지원을 하고 있다.
2006년 대한민국의 국가 석학(Star Faculty)으로 선정된 과학자 중에서 SCI 피인용 횟수는 다음과 같다:
- 김진의 서울대 물리학과 교수 7,915 회
- 고재영 울산대 생물학과 교수 4,565 회
- 이영희 성균관대 물리학과 교수 4,156 회

SCI는 일정한 품질과 피인용 횟수를 가지는 전 세계의 잡지만을 선정한다. 그리고 여기에 실린 논문과 저자는 모두 논문별로, 저자별로 총 피인용 횟수가 집계된다. 물론 인용한 논문도 SCI 저널에 실린 논문이어야 그 인용 횟수의 집계가 가능하다.

## 한국의 SCI 학회지
한국에는 2007년을 기준으로 10개의 SCI 학회지가 있다.
- Molecules and Cells: 한국 분자세포생물학회
- Macromolecular Research: 한국 고분자학회
- Bulletin of the Korean Chemical Society: 대한화학회
- Journal of the Korean Physical Society: 한국물리학회
- Experimental and Molecular Medicine: 생화학분자생물학회
- Journal of Korean Medical Science: 대한의학회
- Journal of Microbiology and Biotechnology: 한국미생물생명공학회
- Journal of Ceramic Processing Research: 세라믹가공연구저널
- ETRI Journal: 한국전자통신연구원
- Journal of Communications and Networks:한국통신학회

그밖에도 많은 SCIE학회지들이 있다.

## 같이 보기
- 사회과학인용색인 (Social Sciences Citation Index) - 1956년에 시작했으며 1700개의 저널을 싣고 있다.
- 예술인문인용색인(Arts and Humanities Citation Index), 1975년에 시작했다. 1130개의 저널을 싣고 있다.
- 임팩트 팩터
- DOI